# Cryptocheilus
Cryptochilus, Salius
Genre
Synonymes
- Salius Fabricius, 1804
- Cryptochilus Rafinesque, 1815

Cryptocheilus est un genre d'insectes de l'ordre des hyménoptères, de la famille des Pompilidae et de la sous-famille des Pepsinae.

## Liste d'espèces
- Sous-genre Adonta
  - Cryptocheilus albosignatus Sustera, 1924
  - Cryptocheilus dusmeti Junco y Reyes, 1943
  - Cryptocheilus egregius (Lepeletier, 1845)
  - Cryptocheilus elegans (Spinola, 1806)
  - Cryptocheilus fabricii (Vander, Linden 1827)
  - Cryptocheilus fischeri (Spinola, 1838)
  - Cryptocheilus freygessneri (Kohl, 1883)
  - Cryptocheilus fulvicollis (Costa, 1874)
  - Cryptocheilus guttulatus (Costa, 1887)
  - Cryptocheilus hispanicus Sustera, 1924
  - Cryptocheilus infumatus (Palma, 1869)
  - Cryptocheilus juncoi Wahis, 1986
  - Cryptocheilus notatus (Rossius, 1792)
  - Cryptocheilus perezi (Saunders, 1901)
  - Cryptocheilus richardsi Moczar, 1953
  - Cryptocheilus unicolor (Fabricius, 1804)
  - Cryptocheilus variabilis (Rossius, 1790)
  - Cryptocheilus variipennis Sustera, 1924
  - Cryptocheilus versicolor (Scopoli, 1763)
- Sous-genre Chyphonocheilus
  - Cryptocheilus rubellus (Eversmann, 1846)
- Sous-genre Cryptocheilus
  - Cryptocheilus alternatus (Lepeletier, 1845)
  - Cryptocheilus discolor (Fabricius, 1793)
  - Cryptocheilus octomaculatus (Rossius, 1790)
- Sous-genre Ichneumocheilus
  - Cryptocheilus ichneumonoides (Costa, 1874)

### Espèces fossiles
Il existe aussi des espèces fossiles:
- †Cryptocheilus hypogaeus Cockerell, 1914[2] - Formation de Florissant au Colorado, Éocène
- †Cryptochilus dubius Piton and Théobald, 1939[3] - Puy de Mur/Mur-sur-Allier en Auvergne, Oligocène

### Ouvrage
- (de) G. W. F. Panzer, Kritische Revision der Insektenfaune Deutschlands: nach dem System Bearbeitet, II Bändschen, 1806, p. 1-271.

### Articles
- (en) T. D. A. Cockerell, « New and little known insects from the Miocene of Florissant, Colorado », Journal of Geology, vol. 22,‎ 1914, p. 714-724.
- L. Piton et N. Théobald, « Poissons, crustacés et insectes fossiles de l'Oligocène du Puy-de-Mur (Auvergne) », Mémoires de la Société des Sciences du Nancy, vol. 4,‎ 1939, p. 77-123.